# Semiotische Exegese
Die Semiotische Exegese ist ein Verfahren der biblischen Exegese.

„Ein Text ist ein syntaktisch-semantisch-pragmatisches Kunstwerk, an dessen generativer Planung die vorgesehene Interpretation bereits teilhat.“

Bei diesem Verfahren geht es darum, einen eigenen Text zu konstruieren, um daraufhin zu verstehen, was er mit seiner Zeichenzusammenstellung aussagen will. Man ist nicht darauf aus, welche Intention der Autor beim Verfassen der Erzählung hatte, sondern wird bei der semiotischen Exegese davon ausgegangen, dass es mehrere Interpretationsmöglichkeiten gibt und nicht nur die eine. Sie versteht die Texte als Zeichenzusammenhänge und will dabei herausfinden, was die Zeichen selbst für einen Textsinn wiedergeben. Die Grundlage dafür bietet Charles Sanders Peirce mit seinem triadischen Zeichenmodell, welches auf dessen Kategorienlehre aufbaut.
Jeder Text hat, der semiotischen Exegese nach, des Weiteren ein eigenes Diskursuniversum. Er stammt folglich aus einer eigenen, fremden Welt, in der andere Gesetze herrschen. Es gilt, diese Fremdheit des Textes zu beachten und ernst zu nehmen, um ihn für sich vollends verstehen zu können.
Die einzelnen Zeichen werden bei der semiotischen Exegese (u. a. nach Charles W. Morris) auf drei unterschiedlichen Betrachtungsweisen hin untersucht. Bei der Intra- und Intertextualität (und Extratextualität) wird das Zeichen jeweils hinsichtlich seiner syntagmatischen, semantischen und pragmatischen Eigenschaften betrachtet.

## Intratextualität

### Syntagmatische Analyse
Die syntagmatische Analyse fragt nach dem Aufbau der Erzählung und danach, was und wie erzählt wird. Sie setzt sich mit den Zeichenzusammenhängen auseinander und geht prinzipiell davon aus, dass sich die Funktion eines einzelnen Zeichens erst durch seine Stellung im gesamten Zeichengefüge verdeutlichen und ordnungsgemäß analysieren lässt.  Man geht dabei in zwei verschiedenen Schritten vor: Zunächst wird die Syntagmatik des Mikrotextes analysiert, was bspw. mit Hilfe eines Modells von Vladimir Propp geschehen kann.  Der Aktion einer handelnden Person wird bei diesem Modell eine Funktion (bzw. ein Motifem) zugeordnet, man soll folglich nicht auf die Akteure selbst, sondern auf ihren „Aktionsbereich“ Wert legen. Alle Prädikate eines Textes sollen dementsprechend eine zu ihnen passende Funktion erhalten, um am Ende die Struktur und den Inhalt Stück für Stück erschließen zu können.    
Im zweiten Schritt folgt dann die Syntagmatik des Makrotextes, mit welcher man die Frage klärt, was sich aus der Stellung des Textes im Hinblick auf das gesamte Evangelium heraus ergibt. 

### Semantische Analyse
Die semantische Analyse fragt nach der Bedeutung des Zeichens gemäß seiner Stellung im jeweiligen Syntagma. Für diese Vorgehensweise ist es von äußerster Wichtigkeit sein eigenes enzyklopädisches Wissen außen vor zu lassen, es zu narkotisieren. Nur so ist es möglich, das Zeichen mit Hilfe des eigentlichen Textes zu definieren. Die Semantik beschäftigt sich folglich mit der Auslegung der Zeichen, wie sie von ihrem Kontext gegeben wird. Als erstes betrachtet man das Zeichen in Bezug auf den Mikrotext. An dieser Stelle ist lediglich gefragt, was der Leser über die Bedeutung des Zeichens aus dem Mikrotext erfährt. Im nächsten Schritt versucht man eine Definition der Zeichen mit Hilfe des Makrotextes zu finden. Abschließend verwendet man die enzyklopädische Semantik, bei welcher man in verschiedenen Enzyklopädien nachschlägt und Bedeutungen für das Zeichen auswählt, welche die eigene Interpretation voranbringt.

### Pragmatische Analyse
Die pragmatische Analyse beschäftigt sich mit der Frage, wie der Text an einem selbst handelt, sie fragt nach der Beziehung von Text und Leser. Die Pragmatik geht davon aus, dass nicht  nur der Rezipient handelt, sondern auch der Text, das Zeichengebilde, agiert. Es gibt keine „unschuldigen Zeichen“, ein Text bezieht immer Stellung. Der Leser ist somit nicht der Herr über die Rezeption, es liegt immer ein Zusammenspiel von Text und Leser vor. Die pragmatische Analyse stellt mich als Leser vor die Fragestellung „Was legt der Text mir nah, wie ich die Welt sehen soll?“ Bei der Analyse wird in drei Schritten vorgegangen. Zunächst werden die bisherigen Arbeitsschritte reflektiert und zusammengefasst. Dann wird der Text unter dem Aspekt seiner Ideologie betrachtet. Wie verändert sich mein Handeln, wenn ich ihn als Wahrheit lese. Ich muss mir die Frage stellen, wie meine Welt aussieht, wenn ich den Zeichen zustimme. In einem letzten Schritt folgt eine stark subjektive Auseinandersetzung mit dem Text. Es stellt sich mir die Frage, an welcher Stelle ich dem Text folgen und ihm zustimmen will und wo nicht.

## Intertextualität
Bei der intertextuellen Analyse geht es um die Beziehung zweier oder mehrerer Texte zueinander. Nach Julia Kristeva beispielsweise ist jeder Text ein „Mosaik von Zitaten“. Ihrer Theorie der verfochtenen Intertextualität nach interferieren mehrere Aussagen im Raum eines Textes, die aus anderen Texten stammen.  
Ein Text steht folglich mit vielen anderen in Beziehung oder kann zumindest mit ihnen in Verbindung gebracht werden. Indem man verschiedene Texte intertextuell liest, verändert sich das „Sinnpotential“ dieser Texte.
Bei der intertextuellen Analyse im Rahmen einer semiotischen Arbeit lassen sich drei Varianten der Intertextualität unterscheiden: die produktionsorientierte, die rezeptionsorientierte und die poetische (beziehungsweise experimentelle) Intertextualität. Die produktionsorientierte Perspektive beschäftigt sich mit der Frage nach den Sinneffekten, die sich ergeben, wenn man die Texte liest, welche in dem zu interpretierenden Text verwendet wurden.
Bei der rezeptionsorientierten Perspektive geht es darum, die Frage nach der Verbindung verschiedener Texte in historisch nachweisbaren Lektüren zu klären. 
Die poetische Perspektive beschäftigt sich mit der Frage nach den Sinneffekten, die sich offenbaren, wenn man Texte zusammenliest. Dafür ist jedoch nicht nötig, dass sie in einem der zuvor aufgeführten Zusammenhänge stehen.

## Bibliographie
- Stefan Alkier: Hinrichtungen und Befreiungen: Wahn-Vision-Wirklichkeit in Apg 12: Skizzen eines semiotischen Lektüreverfahrens und seiner theoretischen Grundlagen. In: Stefan Alkier / R. Brucker (Hrsg.): Exegese und Methodendiskussion (= TANZ 23). Tübingen/Basel 1998, S. 111–134.
- Stefan Alkier: Wunder und Wirklichkeit in den Briefen des Apostels Paulus. Ein Beitrag zu einem Wunderverständnis jenseits von Entmythologisierung und Rehistorisierung (= WUNT 134). Tübingen 2001.
- Stefan Alkier: Neutestamentliche Wissenschaft: Ein semiotisches Konzept. In: C. Strecker (Hrsg.): Kontexte der Schrift. Kultur, Politik, Sprache, Band 2. Stuttgart 2005, S. 343–360.
- Umberto Eco: Lector in fabula. Die Mitarbeit der Interpretation in erzählenden Texten. München/Wien 1987.
- Umberto Eco: Semiotik. Entwurf einer Theorie der Zeichen (= Supplemente 5). München 1987.
- Umberto Eco: Zeichen. Einführung in einen Begriff und seine Geschichte. Frankfurt am Main 1977.
- M. Pfister: Konzepte der Intertextualität. In: U. Broich, M. Pfister (Hrsg.): Intertextualität. Formen – Funktionen – anglistische Fallstudien. Tübingen 1985, S. 1–30.